# خافيير سانشيز دي فيليبي
خافيير 'خافي' سانشيز دي فيليبي (بالإسبانية: Javier 'Javi' Sánchez de Felipe)‏ (مواليد 14 مارس 1997) هو لاعب كرة قدم إسباني يلعب في مركز قلب الدفاع مع نادي ريال مدريد الإسباني.

## مسيرته الكروية
ولد سانشيز في ضاحية خيتافي في مادريليان، واستكمل تطويره في ريال مدريد بعد انضمامه إلى أكاديمية النادي في سن الثامنة، حيث شارك لأول مرة مع الفريق الاحتياطي في دوري الدرجة الثانية، حيث جرت المباراة الأولى له في 10 أكتوبر 2015 في فوز 1–0 ضد نادي أريناس جيتكسو عندما كان لا يزال صغيرا.
سجل سانشيز هدفه الأول لكاستيا وفي الدرجة الثالثة في 3 ديسمبر 2016، في مباراة التعادل على أرضه 1–1 ضد نادي نافالكارنيرو. خلال صيف عام 2018، تم اختياره من قبل المدرب جولين لوبيتيغي في جولة ما قبل الموسم في الولايات المتحدة.
في 31 أكتوبر 2018، شارك سانشيز لأول مرة في منافسة مع ريال مدريد، والتي شهدت أيضا أول ظهور للمدرب الجديد سانتياغو سولاري، وشارك الأول في المباراة بأكملها التي انتهت بانتصار 4-0 على حساب نادي مليلية في النسخة الجديدة من كأس الملك. بعد أسبوع، ظهر لأول مرة في دوري أبطال أوروبا، ليحل محل سيرخيو راموس في الدقيقة 60 في الانتصار الكبير خارج ملعبه 5–0 على حساب فيكتوريا بلزن في مرحلة المجموعات. أول مباراة له في الدوري الإسباني كانت في الحادي عشر، عندما حل مكان زميله الشاب سيرخيو ريغيلون في نهاية الشوط الأول من هزيمة سيلتا فيغو المحتملة 4-2 في بالايدوس. سجل هدفه الأول في تلك السنة، حيث ساهم في الفوز 6-1 على أرضه ضد مليلية في مباراة الإياب من كأس أسبانيا.

## وصلات خارجية
لم يتم العثور على روابط لمواقع التواصل الاجتماعي.

- خافيير سانشيز دي فيليبي على موقع قاعدة بيانات كرة القدم.إي يو (الإنجليزية)
- خافيير سانشيز دي فيليبي على موقع Soccerway.com (الإنجليزية)